# Büschelbrauen-Puffotter
Die Büschelbrauen-Puffotter (Bitis cornuta), auch Büschelbrauenotter genannt, ist eine Vipernart aus der Gattung der Puffottern (Bitis).

## Merkmale
Bitis cornuta erreicht eine Gesamtlänge zwischen 30 und 40 cm, selten mehr als 55 cm. Der Körper ist kräftig und leicht gedrungen. Der Kopf ist kantig, bei Aufsicht dreieckig geformt und setzt sich deutlich vom Hals ab. Die Augen besitzen eine bei Lichteinfall vertikal geschlitzte Pupille. Über jedem Auge sind zwei bis sieben hornartige Schuppen vorhanden. Die Hornschuppen können fehlen. Die Körperfärbung weist eine oberseits graue, braune oder rötliche Grundfärbung mit zwei Reihen rechteckigen, hellrandigen Flecken (teils miteinander verschmolzen) auf. Seitlich zeigen sich weitere Flecken in gleichmäßigem Abstand. Die Oberseite des Kopfes besitzt symmetrische, hellrandige Flecken, die zu einem V-förmigen Winkelfleck verschmolzen sein können. Zwischen Auge und Mundwinkel ist ein dunkler Schläfenstreifen erkenntlich. Die Bauchseite ist grau gefärbt und dunkel gefleckt. Der Giftapparat besteht, wie für Vipern typisch, aus seitlich des Schädels befindlichen Giftdrüsen (spezialisierte Speicheldrüsen) und im vorderen Oberkiefer befindlichen, einklappbaren Fangzähnen mit Giftkanal.

### Pholidose
Die Pholidose (Beschuppung) zeigt folgende Merkmale:
- kopfoberseits kleine, stark gekielte Schuppen; davon 12 bis 17 zwischen den Augen stehend,
- 11 bis 16 Oberlippenschilde (Supralabialia),
- 2 bis 4 Reihen kleiner Schuppen zwischen Oberlippenschilden und Auge,
- 11 bis 19 Schuppen um das Auge herum (Scuta ocularia),
- 11 bis 16 Unterlippenschilde (Sublabialia),
- 25 bis 29 Reihen gekielter Rumpfschuppen (Scuta dorsalia),
- 120 bis 152 Bauchschilde (Scuta ventralia),
- 18 bis 37 teils gekielte Unterschwanzschilde (Scuta subcaudalia) und
- 1 ungeteiltes Analschild (Scutum anale).

## Verbreitung
Das Verbreitungsgebiet umfasst Regionen in Namibia und Südafrika.

## Lebensweise
Die Büschelbrauen-Puffotter besiedelt trockene, wüstenartige Lebensräume mit Büschen, Gestrüpp, Felsen und Geröll, wo sie ihren Beutetieren auflauert. Die Art bewegt sich gelegentlich seitenwindend fort. Durch Bewegung der aufgestreckten Schwanzspitze soll vermutlich ein Wurm oder Insekt imitiert werden, um Beutetiere anzulocken. Zum Beutespektrum zählen in erster Linie Eidechsen, gegebenenfalls auch Nagetiere oder Vögel. Beutetiere werden mit einem schnellen Giftbiss gepackt und häufig bis zur Immobilisierung durch das Gift zwischen den Kiefern gepackt. Bei Bedrohung werden laute Zischgeräusche ausgestoßen, bei Annäherung stößt die Schlange mit großer Kraft zu, so dass der Körper teils hochgeworfen wird. Die Fortpflanzung erfolgt durch Ovoviviparie, also ei-lebendgebärend. Ein Wurf umfasst zwischen 8 und 20 Jungschlangen.

## Schlangengift
Über das Giftsekret von Bitis cornuta ist relativ wenig bekannt, Todesfälle durch Bissunfälle wurden nicht dokumentiert. Tierversuche an Mäusen legen eine hohe Toxizität nahe, vergleichbar mit Bitis arietans (Puffotter). Es ist von hämotoxischen und zytotoxischen Komponenten auszugehen. Im Falle eines Giftbisses beim Menschen ist in erster Linie von lokaler Schwellung, Blasenbildung und Nekrose auszugehen. Als mögliche systemische Komplikationen einer Intoxikation können Koagulopathie und Hämorrhagien nicht ausgeschlossen werden. Ein spezifisches Gegengift ist nicht bekannt. Bei starken Vergiftungssymptomen kann auf polyvalente Antivenine (z. B. 'SAIMR Polyvalent Antivenom' (South African Vaccine Producers (Pty) Ltd, Südafrika), 'Polyvalent Snake Antivenom' (National Antivenom and Vaccine Production Centre, Saudi-Arabien)) zurückgegriffen werden.

## Unterarten
Es werden häufig zwei Unterarten, Bitis cornuta albanica und die Nominatform Bitis cornuta cornuta, aufgeführt. Bitis cornuta albanica wird inzwischen zumeist als eigenständige Art unter der Bezeichnung Bitis albanica betrachtet. Bitis inornata wurde zeitweise ebenfalls als Unterart von Bitis cornuta betrachtet.